# Rieden am Ammersee
Rieden am Ammersee ist ein Ortsteil des Marktes Dießen am Ammersee und eine Gemarkung im oberbayerischen Landkreis Landsberg am Lech.

## Geografie
Der Weiler Rieden am Ammersee liegt circa zwei Kilometer nördlich von Riederau, direkt angrenzend an die Seewiesen und das Seeholz.

## Geschichte
Die Ersterwähnung erfolgte 1163. 1182 wurde Rieden als Einöde mit einem Kirchlein beschrieben.
Der Weiler gehörte bis zur Säkularisation 1803 zur Klosterhofmark Dießen.
Die Gemeinde Rieden wurde im Zuge der Gebietsreform in Bayern aufgelöst. Der überwiegende Flächenanteil mit den Orten Riederau, Bierdorf, Lachen, Rieden am Ammersee, Romenthal und Sankt Alban wurde am 1. Juli 1972 in die Gemeinde Dießen am Ammersee eingegliedert. Holzhausen mit rund 261 der etwa 1471 Hektar ehemaligen Gemeindefläche kam zur Gemeinde Utting am Ammersee.

## Sehenswürdigkeiten
In dem Weiler befindet sich die teilweise auf die romanische Zeit zurückreichende Kapelle St. Georg, die in den Jahren von 2002 bis 2006 renoviert wurde.
Siehe auch: Liste der Baudenkmäler in Rieden am Ammersee

## Bodendenkmäler
Siehe: Liste der Bodendenkmäler in der Gemarkung Rieden am Ammersee